# Peter Kalko
Peter Hilarius Kalko (født 31. august 1935 i Blistrup, død 6. juli 2017 i Mårum) var en dansk politiker fra Det Konservative Folkeparti, der fra 1978 til 1981 var borgmester i Birkerød Kommune.
Kalko var i begyndelsen af sin politiske karriere formand for skoleudvalget. I 1978 afløste han venstremanden Bent Pedersen som borgmester, idet denne stillede op som amtsborgmester i Frederiksborg Amt. Pedersen blev dog ikke valgt til amtsborgmester, og ved valget i 1981 tog han borgmesterposten i Birkerød Kommune tilbage.
Kalko arbejdede i 40 år i Nordisk Tegnemaskine Industri som skiftede navn til NTI CADcenter, og endte som administrerende direktør for virksomheden.